# Jens-Erik Madsen
Jens-Erik Madsen (Randers, Jutlàndia Central, 30 de març de 1981) és un ciclista danès professional des del 2004 fins al 2012. També ha combinat amb el ciclisme en pista on va aconseguir una medalla de plata als Jocs Olímpics de Pequín en la prova de Persecució per equips tres medalles al Campionat del món de Persecució per equips.

## Palmarès en pista
- 2000
  -  Campió de Dinamarca en Persecució per equips
- 2008
  -  Medalla d'argent als Jocs Olímpics de Pequín en Persecució per equips (amb Alex Rasmussen, Michael Mørkøv, Casper Jørgensen i Michael Færk Christensen)
- 2009
  -  Campió del món de Persecució per equips (amb Alex Rasmussen, Casper Jørgensen i Michael Færk Christensen)
  -  Campió de Dinamarca en Quilòmetre contrarellotge
- 2010
  -  Campió de Dinamarca en Scratch

### Resultats a laCopa del Món
- 2005-2006
  - 1r a Sydney, en Persecució per equips

## Palmarès en ruta
- 2003
  - Vencedor d'una etapa del Tour de Berlin
- 2004
  -  Campió de Dinamarca en Contrarellotge per equips
- 2007
  -  Campió de Dinamarca en Contrarellotge per equips
- 2009
  -  Campió de Dinamarca en Contrarellotge per equips
  - 1r a la Fletxa del port d'Anvers
- 2010
  - 1r al Fyen Rundt